# Back from the Dead 2
Back from the Dead 2 è il decimo mixtape del rapper statunitense Chief Keef, pubblicato il 31 ottobre 2014 dalle etichette discografiche Glo Gang e RBC.

## Tracce
1. Feds – 3:43
2. Paper – 3:27
3. Whole Crowd – 4:09
4. Faneto – 3:26
5. Blurry – 3:53
6. Cops – 4:30
7. Where's Waldo – 4:51
8. Farm – 3:52
9. Homie – 2:45
10. Sets – 4:10
11. Dear – 4:23
12. Stupid – 3:05
13. Cuz – 3:59
14. Who is That – 4:20
15. Smack DVD – 3:47
16. Cashin – 4:21
17. Moral – 4:14
18. Swag – 3:35
19. Wayne – 3:49
20. B's – 3:59